# Karl Meuli

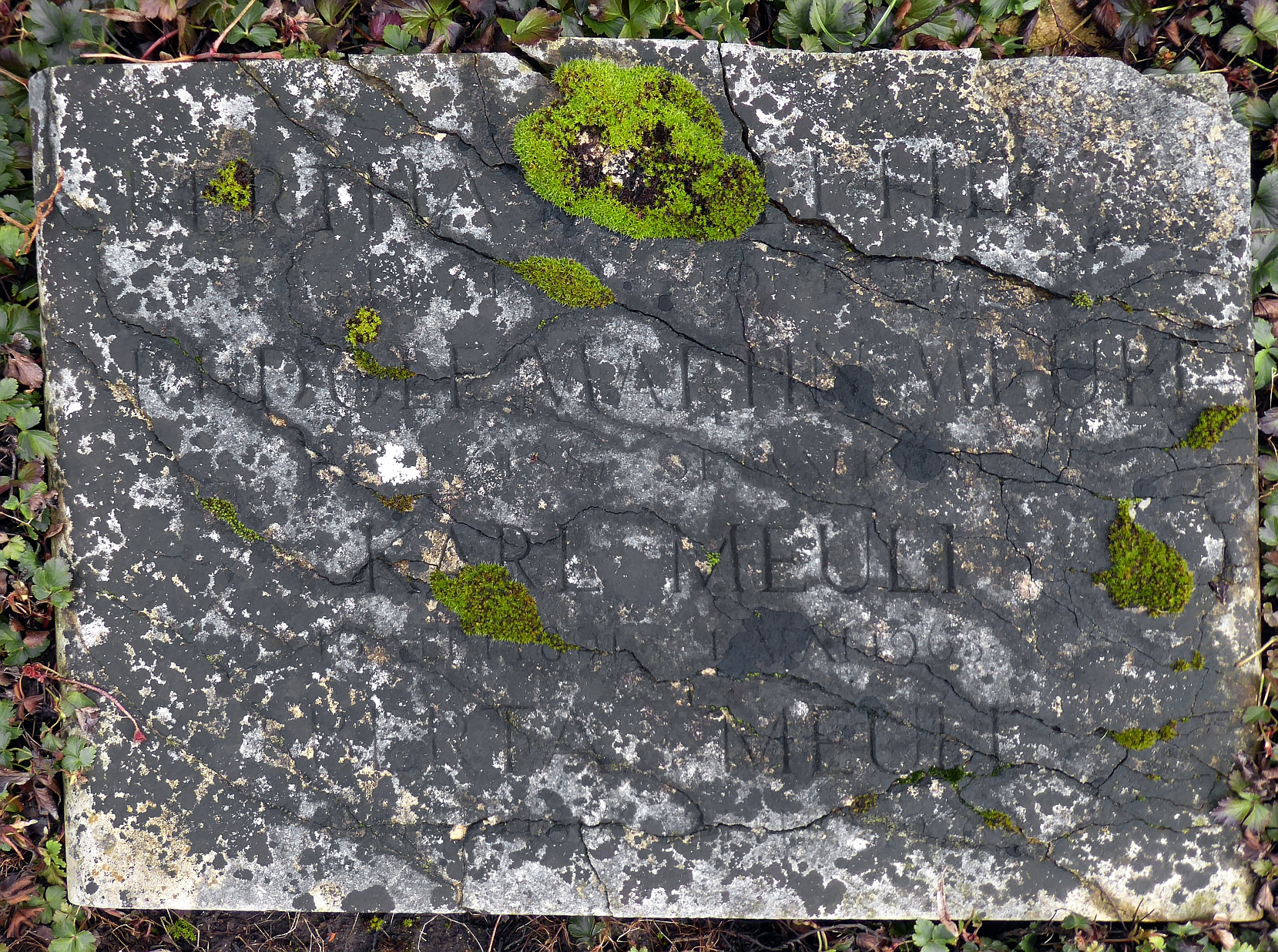
Grab auf dem Friedhof am Hörnli, Riehen, Basel-Stadt

Karl Meuli (* 16. September 1891 in Märstetten; † 1. Mai 1968 in Basel) war ein Schweizer Altphilologe.

## Leben
Karl Meuli war der Sohn des Arztes Johann Lorenz Meuli. Ab 1911 studierte er Griechisch, Latein, Sanskrit und Archäologie in München, Berlin und Basel. In Basel prägte ihn vor allem sein Lehrer Peter von der Mühll, mit dem ihn eine Lebensfreundschaft verband. 1920 erfolgte die Promotion, 1926 die Habilitation. 1919–1957 war er Lehrer am humanistischen Gymnasium in Basel. Zugleich war er 1933–1960 Professor für klassische Altertumswissenschaft mit besonderer Berücksichtigung der antiken Volkskunde an der Universität Basel und führte ethnologische, religionsgeschichtliche und psychologische Forschungen (auch mit starkem philologischen Bezug) durch. Die Tätigkeit gleichzeitig an Mittelschule und Universität entsprach seinem Wesen, dank seiner enormen Arbeitskraft bewältigte er beides. Meuli hatte einen grossen Freundeskreis und pflegte intensiven Austausch mit Kollegen. Er war nicht verheiratet.

## Werk
Meuli «hat sich zeitlebens als Klassischer Philologe gefühlt». Die Verbindung dieser Wissenschaft mit der Volkskunde, zu welcher bei ihm auch «zum mindesten Ethnologie und Religionsgeschichte» gehörten, «bleibt kennzeichnend für sein ganzes gelehrtes Schaffen». «Eines geht wohl als Wesenszug durch alle grösseren Untersuchungen Meulis: das Streben, zu den Wurzeln der Erscheinungen zu gelangen.» Als Herausgeber betreute Meuli seit 1935 die Gesamtausgabe der Werke Johann Jakob Bachofens.
Meulis Werk kreist darum, wie die Menschen mit dem Tod und den Toten umgehen, um Bestattungssitten, Opferbräuche, Maskenwesen und ähnliches. Bedeutend wurden seine Nachweise, dass sich viele Bräuche, welche aus der Antike überliefert sind, in Hirten- und Jägerkulturen vor allem Innerasiens bis in die Neuzeit ähnlich erhalten haben und also auf uralte gemeinsame Zeiten zurückgehen müssen. Erklärungen für das Brauchtum suchte Meuli weniger in rationalen Beweggründen als in psychologischen, allgemein-menschlichen Gegebenheiten: Es galt ihm, «den natürlichen, spontanen Ausdruck zu finden, der überall die Grundlage, das Vorbild und der Formgeber der echten, zu Konvention und Verpflichtung erstarrten Sitte ist».
Meuli gehörte während dreissig Jahren dem Vorstand der Schweizerischen Gesellschaft für Volkskunde an, 1935–1943 und 1955–1957 wirkte er als ihr Obmann. In seiner ersten Amtszeit wandte er sich gegen eine völkisch-rassistische Instrumentalisierung der Volkskunde. Auf ihn «gehen zu einem guten Teil zurück: das Volksliedarchiv, der Plan des Volkskundeatlas; die Erhebungen für diesen und für das rätoromanische Kirchenlied; die Schriftenreihe Volkstum der Schweiz ; die «Bauernhausforschung der Schweiz»; die Gründung des Schweizerischen Instituts für Volkskunde in Basel».
Für seine wissenschaftlichen Verdienste fand Meuli internationale Anerkennung als Ehrenmitglied von acht gelehrten Gesellschaften sowie der Akademien von Heidelberg und Oslo.
Nach dem Tod Meulis gelangten seine hinterlassenen Papiere zunächst in Besitz von Thomas Gelzer und Franz Jung, den Herausgebern der Gesammelten Schriften Meulis (1975). Die Familie Meulis übergab den Nachlass entsprechend dem Wunsch Meulis danach 1978 der Universitätsbibliothek Basel.

## Schriften (Auswahl)
- Scythica. In: Hermes. Band 70, 1935, S. 121–176.
- als Hrsg.: Johann Jakob Bachofen, Gesammelte Werke. Mit Benutzung des Nachlasses herausgegeben. Schwabe, Basel 1943–1967.
- Schweizer Masken. Mit einer Einleitung über schweizerische Maskenbräuche und Maskenschnitzer. Atlantis, Zürich 1943.
- Griechische Opferbräuche. Schwabe, Basel 1946.
- Der griechische Agon. Kampf und Kampfspiel im Totenbrauch, Totentanz, Totenklage und Totenlob. Historisches Seminar der Deutschen Sporthochschule Köln, Köln 1968 (zugleich Habilitationsschrift, Universität Basel 1926).
- Festschrift für Karl Meuli zum 60. Geburtstag In: Schweizerisches Archiv für Volkskunde, Bd. 47, 1951, S. 1–289.
- Gesammelte Schriften. Herausgegeben von Thomas Gelzer. 2 Bände. Schwabe, Basel 1975 (mit Biografie, Bildnis und Schriftenverzeichnis).